# Iolanda Bustos i Cabezuelo
Iolanda Bustos i Cabezuelo (Palafrugell, 1976) és una cuinera catalana, especialitzada en cuina botànica. Ha publicat Cuina fresca i natural (2008) i La millor cuina amb flors, plantes i fruits silvestres (2009). L'any 2005 comença a presentar a Televisió de Girona el programa diari de cuina Tots a la cuina, L'any 2009 va obrir un restaurant a l'Eixample de Girona, La Calèndula. El 2010 creà, juntament amb Jacint Codina, Beuflor, una marca que aposta per la recuperació de totes aquelles begudes que antigament la gent es feia a casa seva amb herbes i flors. El 2015 La Calèndula es trasllada a Regencós.